# Kumaranellur
Kumaranellur es una ciudad censal situada en el distrito de Thrissur en el estado de Kerala (India). Su población es de 7553 habitantes (2011).

## Demografía
Según el censo de 2011 la población de Kumaranellur era de 7553 habitantes, de los cuales 3627 eran hombres y 3926 eran mujeres. Kumaranellur tiene una tasa media de alfabetización del 91,19%, inferior a la media estatal del 94%: la alfabetización masculina es del 94,40%, y la alfabetización femenina del 88,28%.